# Димелзе
Димелзе (њем. Diemelsee) општина је у њемачкој савезној држави Хесен. Једно је од 22 општинска средишта округа Валдек-Франкенберг. Према процјени из 2010. у општини је живјело 5.169 становника. Посједује регионалну шифру (AGS) 6635007.

## Географски и демографски подаци
Димелзе се налази у савезној држави Хесен у округу Валдек-Франкенберг. Општина се налази на надморској висини од 388 метара. Површина општине износи 121,6 km². У самом мјесту је, према процјени из 2010. године, живјело 5.169 становника. Просјечна густина становништва износи 43 становника/km².

## Међународна сарадња
| Мјесто  | Држава    | Врста сарадње | Од    |
| ------- | --------- | ------------- | ----- |
| Ден Хам | Холандија | пријатељство  | 1977. |
| Извор   |           |               |       |